# سيستيم أو
سيستيم أو هي شركة فرنسية للسوبرماركت تأسست سنة 1894 بفرنسا ·  · .